# District judiciaire de Pontevedra
Le district judiciaire de Pontevedra (espagnol : partido judicial de Pontevedra) est un des treize districts judiciaires qui composent la province de Pontevedra. Le district de Pontevedra est le district numéro 4 de sa province. Il englobe 113 749 habitants dans cinq communes, sur une superficie totale de 565,43 km2 dont le siège est fixé à Pontevedra.

## Communes
- Pontevedra
- Poio
- Cerdedo-Cotobade
- Ponte Caldelas
- A Lama

## Tribunaux
Le district judiciaire est composé des tribunaux, parquets et bureaux suivants, dont la ville de Pontevedra est le siège :
- Audiencia Provincial, 1re Section Civil
- Audiencia Provincial, 2e Section Pénal
- Audiencia Provincial, 3e Section Civil
- Audiencia Provincial, 4e Section Pénal
- Audiencia Provincial Président
- Tribunal Contencioso-Administrativo no 1
- Tribunal Contencioso-Administrativo no 2
- Tribunal Contencioso-Administrativo no 3
- Tribunal de Mineurs
- Tribunal Pénal no 1
- Tribunal Pénal no 2
- Tribunal Pénal no 3
- Tribunal Pénal no 4
- Tribunal Mercantil no 1
- Tribunal Mercantil no 2
- Tribunal Première Instance no 1
- Tribunal Première Instance no 2
- Tribunal Première Instance no 3
- Tribunal Première Instance no 4
- Tribunal Première Instance no 5
- Tribunal d'Instruction no 1
- Tribunal d'Instruction no 2
- Tribunal d'Instruction no 3
- Tribunal Social no 1
- Tribunal Social no 2
- Tribunal Social no 3
- Tribunal Social no 4
- Tribunal de la Surveillance des Prisons no 2
- Parquet provincial de Pontevedra
- Parquet de Mineurs de Pontevedra
- Tribunal de garde de Pontevedra
- État Civil de Pontevedra